# Викрамадитя (самолетоносач)
Викрамадитя (на санскрит: विक्रमादित्य), означава буквално „Смел като слънцето“) е индийски самолетоносач от тип „Киев“. Построен е в съветския Черноморски корабостроителен завод в Николаев, Украйна. Самолетоносачът може да превозва 26 изтребителя и 10 хеликоптера.

## История
Корабът е бил построен през 1987 година под името Баку. Служил е в съветската и руската армия.
През 2004 година е продаден на Индия на цена от 2,35 милиарда долара.